# Pequena Idade do Gelo

A estimativa do resfriamento ocorrido durante a Pequena Era Glacial (Little Ice Age) não é a mesma para os vários estudos publicados.

A Pequena Era Glacial (Pequena Idade do Gelo, em português Europeu) foi um período de resfriamento que ocorreu na Era Moderna. Os climatologistas não estão de acordo sobre as datas de início e fim deste período. Alguns defendem que teria iniciado no século XVI e terminado na primeira metade do século XIX, enquanto outros sugerem que foi em um período do século XIII ao XVII.

Teria sido nos anos de 1650, 1770 e 1850 que ocorreram os mínimos de temperatura, cada um separado por intervalos ligeiramente mais quentes. O período mais frio da Pequena Era Glacial parece estar relacionado com uma profunda queda nas tempestades solares conhecida como Mínimo de Maunder. 
Foi no século XVII, devido à Pequena Era Glacial, que os viquingues abandonaram a Groenlândia, cuja vegetação passou de verdejante à tundra. A Finlândia perdeu então um terço da sua população e a Islândia metade. Na Inglaterra, o Tâmisa congelou (pela primeira vez em 1607, pela última em 1814). No inverno de 1780, a zona fluvial de Nova Iorque congelou e podia-se ir a pé da ilha de Manhattan à de Staten Island, tendo as conexões comerciais bloqueadas por via marítima. Os canais holandeses costumavam ficar completamente congelados. As geleiras nos Alpes cobriam aldeias inteiras, matando milhares de pessoas, e se formou uma grande quantidade de gelo no mar, a tal ponto que não existia mar aberto em torno da Islândia em 1695.

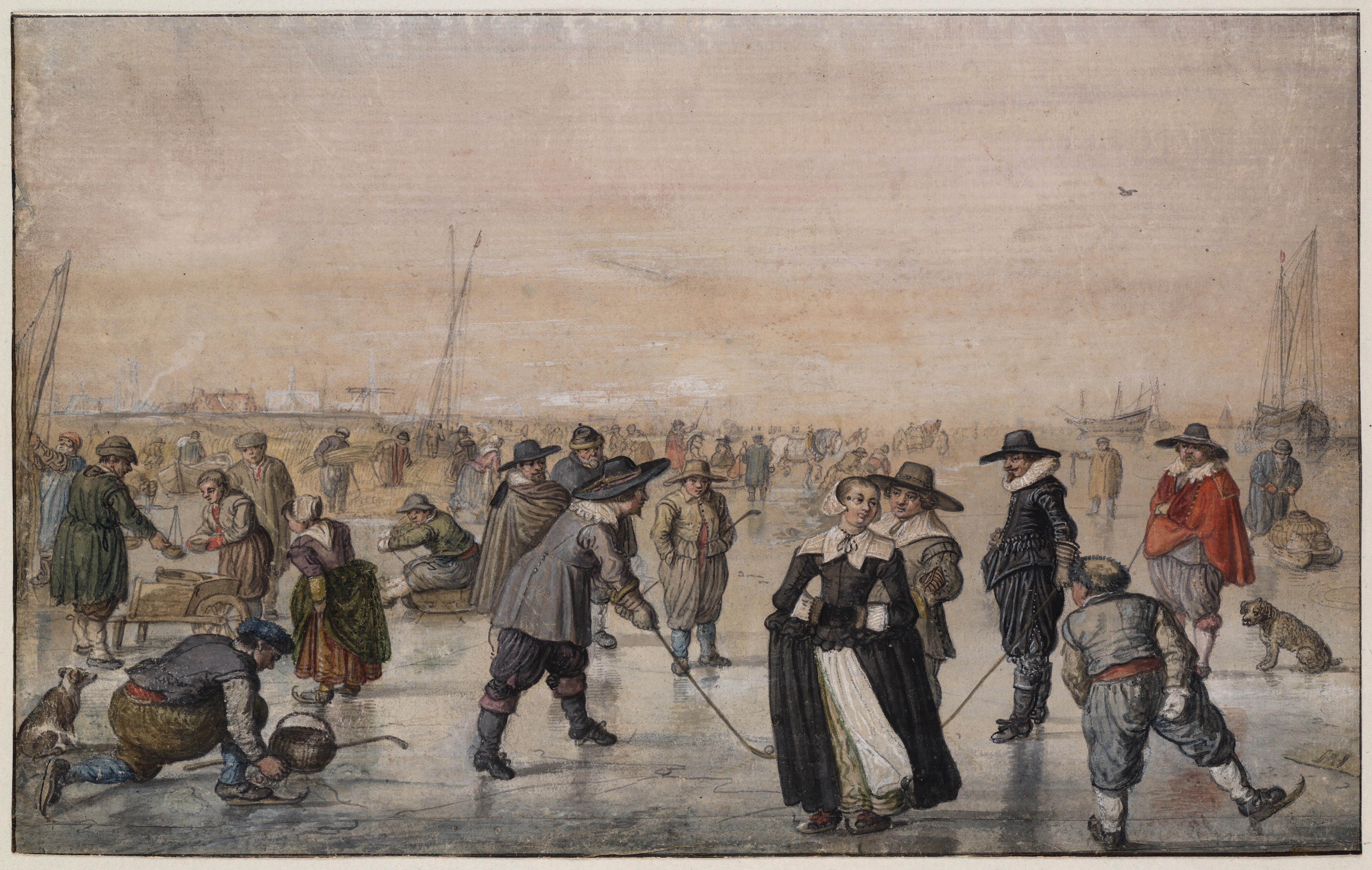
Uma cena no gelo de Hendrick Avercamp (1585 - 1634), Países Baixos. O frio extremo do inverno de 1608 que inspirou esta cena foi típico durante o período de 1565 a 1665, na qual o pintor viveu apenas entre esse período de tempo num país norte-europeu afetado pela Pequena Idade do Gelo.

Alguns investigadores acreditam que o atual aquecimento do planeta corresponde a um período de recuperação após a Pequena Era Glacial e que a atividade humana não é um fator decisivo para a atual tendência de aumento da temperatura global. No entanto, esta tese tem oposição dos ambientalistas em razão da grande proporção da elevação da temperatura nas recentes décadas após a Revolução Industrial.